# اورهان آکتاش
اورهان آکتاش (انگلیسی: Orhan Aktaş؛ زادهٔ ۲۱ اکتبر ۱۹۹۴) بازیکن فوتبال اهل ترکیه است.
از باشگاه‌هایی که در آن بازی کرده‌است می‌توان به باشگاه ورزشی استانبول‌اسپور و باشگاه فوتبال دنیزلی اسپور اشاره کرد.